# Freixo de Cima e Freixo de Baixo
Freixo de Cima e Freixo de Baixo (oficialmente: União das Freguesias de Freixo de Cima e de Baixo) é uma freguesia portuguesa do município de Amarante, com 8,82 km² de área e 3451 habitantes (censo de 2021). A sua densidade populacional é 391,3 hab./km².

## História
Foi constituída em 2013, no âmbito de uma reforma administrativa nacional, pela agregação das antigas freguesias de Freixo de Cima e Freixo de Baixo com sede em Freixo de Cima.

## Demografia
A população registada nos censos foi:
| Distribuição da População por Grupos Etários | Distribuição da População por Grupos Etários | Distribuição da População por Grupos Etários | Distribuição da População por Grupos Etários | Distribuição da População por Grupos Etários | Distribuição da População por Grupos Etários |
| -------------------------------------------- | -------------------------------------------- | -------------------------------------------- | -------------------------------------------- | -------------------------------------------- | -------------------------------------------- |
| Antes da agregação                           |                                              |                                              |                                              |                                              |                                              |
| Ano                                          | 0-14 anos                                    | 15-24 anos                                   | 25-64 anos                                   | >= 65 anos                                   | Total                                        |
| 2001                                         | 745                                          | 656                                          | 1977                                         | 361                                          | 3739                                         |
| 2011                                         | 581                                          | 475                                          | 2088                                         | 493                                          | 3637                                         |
| Após a agregação                             |                                              |                                              |                                              |                                              |                                              |
| Ano                                          | 0-14 anos                                    | 15-24 anos                                   | 25-64 anos                                   | >= 65 anos                                   | Total                                        |
| 2021                                         | 433                                          | 394                                          | 1907                                         | 717                                          | 3451                                         |